# Prionopelta amabilis
Prionopelta amabilis es una especie de hormiga del género Prionopelta, familia Formicidae. Fue descrita científicamente por Borgmeier en 1949.
Se distribuye por Belice, Bolivia, Brasil, Colombia, Costa Rica, Ecuador, Guayana Francesa, Guatemala, Honduras, México, Nicaragua, Panamá, Paraguay, Perú, Surinam y Venezuela. Se ha encontrado a elevaciones de hasta 1169 metros. Vive en microhábitats como la hojarasca y troncos podridos.